# John Mason (Politiker)

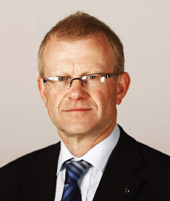
John Mason

John Mason (* 15. Mai 1957 in Rutherglen) ist ein schottischer Politiker und Mitglied der Scottish National Party (SNP).

## Leben
Mason besuchte die Hutcheson’s Grammar School und studierte anschließend Rechnungswesen an der Universität Glasgow. Mason war für verschiedene Wohlfahrtseinrichtungen und gemeinnützige Organisationen tätig und verbrachte für United Mission to Nepal drei Jahre in Nepal. Anschließend war er bei verschiedenen Wirtschaftsunternehmen tätig.

## Politischer Werdegang
1998 wurde Mason in den Glasgower Stadtrat gewählt und saß seit 1999 der dortigen SNP-Fraktion vor. 2008 gab der Unterhausabgeordnete und Labour-Politiker David Marshall sein Mandat zurück, weshalb im Wahlkreis Glasgow East Neuwahlen angesetzt wurden, zu denen Mason als Kandidat der SNP antrat. Obwohl es sich um einen klassisch von der Labour Party dominierten Wahlkreis handelt, gelang es Mason sich knapp gegen Margaret Curran durchzusetzen und das Direktmandat zu erringen. Zu den regulären Unterhauswahlen im Jahre 2010 konnte Mason sein Mandat nicht verteidigen und unterlag Curran deutlich.
Bei den Parlamentswahlen 2011 kandidierte Mason im Wahlkreis Glasgow Shettleston und konnte gegen den Labour-Politiker Frank McAveety diesen Wahlkreis erstmals für die SNP gewinnen. In der Folge zog er erstmals in das Schottische Parlament ein.